# 血管腔內主動脈瘤修復
血管腔內主動脈瘤修復（endovascular aneurysm repair，EVAR）又称主动脉瘤腔内修复术，是一种微创外科技术，主要步骤为从股动脉或者髂动脉置入导管，然后在透视下向主动脉瘤置入一枚或者多枚可折叠支架。
EVAR為一種用於治療主動脈瘤的血管腔內手術，大多用於治療腹主動脈瘤。若用於治療胸主動脈瘤則為TEVAR（thoracic EVAR）。手術會將一個可伸展的人工血管支架自血管腔內伸入患部，不必直接打開主動脈。本技術在2003年已超越傳統開主動脈手術，成為腹主動脈瘤最常見的治療方式。在2010年，EVAR已佔了美國腹主動脈瘤治療方式的78%。

## 其他圖像
- Stenting of coarctation of the aorta（英语：coarctation of the aorta） using TEVAR
- EVAR placement in the abdominal aorta

## 外部連結
- Society of Interventional Radiology （页面存档备份，存于）
- Society for Vascular Surgery （页面存档备份，存于） (U.S.)
- The EVAR Trial: Data and Information
- Information for patients （页面存档备份，存于）
- Division of Vascular Surgery and Endovascular Therapy at the Baylor College of Medicine （页面存档备份，存于）

Template:Vascular procedures